# Championnat NCAA de golf
Le Championnat NCAA de golf masculin est un ensemble de championnats de golf organisées par la National Collegiate Athletic Association, association sportive universitaire américaine. La compétition est divisée en trois divisions et en deux types de compétitions : par équipe ou individuel. Le premier championnat a eu lieu durant la saison 1897 et le premier championnat sponsorisé par la NCAA en 1939. L'équipe tenant du titre en 2012 en première division est l'équipe des Longhorns du Texas et le champion individuel est Thomas Pieters.